# Frédéric Dupetit-Méré
Frédéric Dupetit-Méré, Pseudonym Frédéric, (* 10. September 1785 in Paris; † 4. Juli 1827 ebenda) war ein französischer Dramatiker.

## Leben

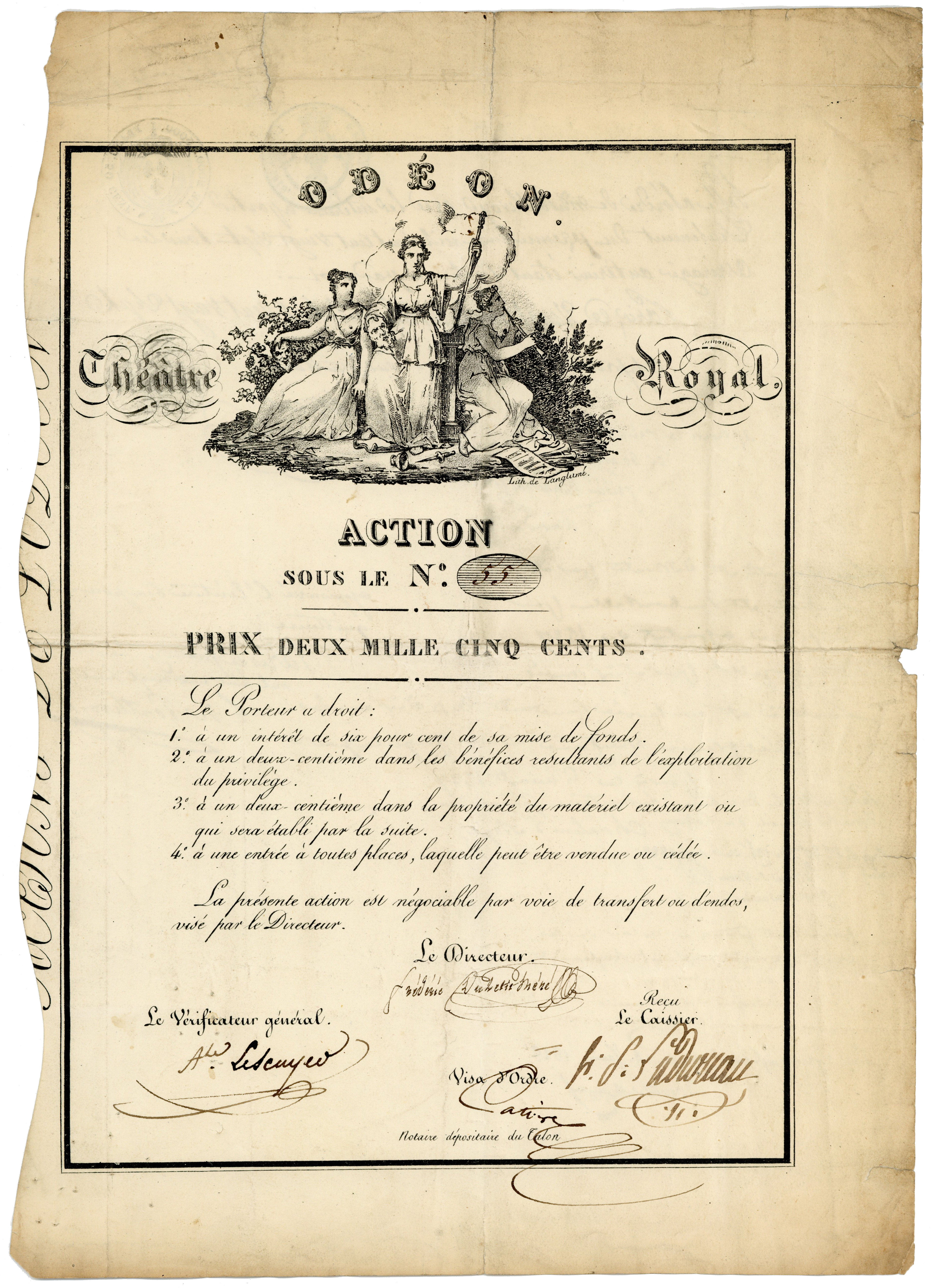
Aktie des Odéon Théatre Royal, ausgegeben am 27. April 1827, unterschrieben im Original von dem Dramatiker Frédéric du Petit-Méré als Direktor (ab Februar 1826 bis zu seinem Tode am 4. Juli 1827)

Hauptsächlich unter seinem Künstlernamen „Frédéric“ hat Dupetit-Méré, teils allein, teils in Zusammenarbeit mit anderen Autoren – darunter auch Victor Henri Joseph Brahain Ducange und Victor d’Arlincourt – eine große Zahl von historisch-heroischen Melodrams, Vaudevilles und Feerien, unter anderem mit Musik von Louis Alexandre Piccinni, verfasst.

## Werke (Auswahl)
- Le Vieux Poète, Vaudeville in einem Akt, Paris 1804
- La Famille vénitienne, ou le Château d’Orsenno, Melodram in drei Akten, Paris 1806
- L’Aveugle du Tyrol, Melodram in drei Akten, Paris 1807
- Soubakoff, ou la Révolte des Cosaques, pantomimische Reiterszenen in drei Abteilungen, Paris, 1810
- Le Berceau d’Arlequin, Schäferspiel in 50 Szenen, Paris, 1812
- Jean-Bart, ou le Voyage en Pologne, Melodram in drei Akten, Paris 1815
- Die Waise und der Mörder (La Vallée du torrent, ou l’Orphelin et le meurtrier), Melodram in drei Akten, Paris 1816[2]
- Lolotte et Fanfan, ou les Flibustiers, Pantomime in drei Akten, Paris, 1819
- M. Duquignon, Komödie in einem Akt mit Couplets, Paris, 1821
- Le Moulin des étangs, Melodrame in vier Akten, Paris, 1826